# BeTipul
BeTipul (in ebraico בטיפול‎?) è una serie televisiva israeliana che ruota attorno alla vita privata e professionale di uno psicologo israeliano, Reuven Dagan, interpretato da Assi Dayan. Il protagonista ha delle sedute con i suoi pazienti cinque giorni alla settimana, al termine della quale egli stesso si sottopone ad una seduta terapeutica.

## Produzione

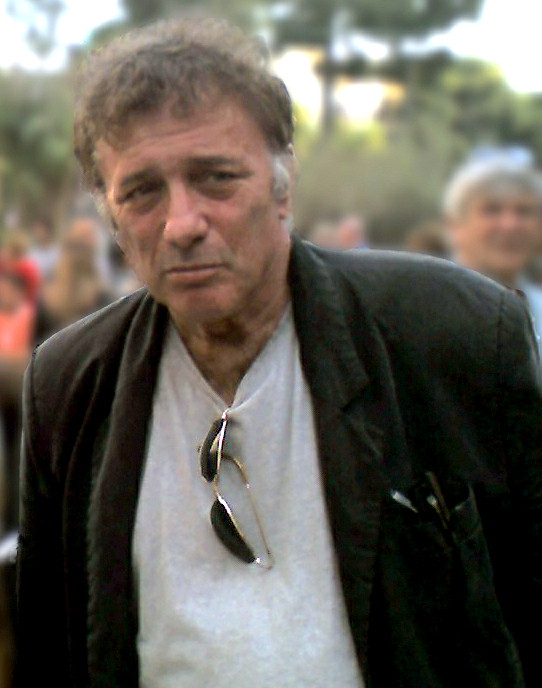
Assi Dayan, attore protagonista della serie

Sono state realizzate due stagioni di BeTipul, per un totale di 80 episodi. La serie ha avuto degli adattamenti esteri negli Stati Uniti, in Serbia, in Romania, nei Paesi Bassi e in Italia.
Nella prima stagione, trasmessa dall'agosto del 2005, il cast include Assi Dayan nel ruolo di Dagan, Gila Almagor nel ruolo di Gila, terapeuta e mentore di Dagan, Meirav Gruber nel ruolo della moglie, e Ayelet Zurer, Lior Ashkenazi, Maya Maron, Alma Zack e Rami Heuberger nei panni dei suoi pazienti. La prima stagione è stata diretta da Nir Bergman, Hagai Levi, Ori Sivan e Uzi Weill. Gli sceneggiatori sono stati Ari Folman e Asaf Zippor.
Nella seconda stagione, trasmessa dal gennaio del 2008, Dayan, Almagor, Zack e Heuberger hanno continuato i loro ruoli della precedente stagione. I nuovi attori ad entrare nel cast sono stati Moni Moshonov, Asi Levi, Niv Zilberberg e Tali Sharon.

## Premi e candidature
La prima stagione di BeTipul ha vinto tutti gli Israeli Academy Award per una serie drammatica, inclusi quelli per la migliore serie drammatica, migliore regia, migliore sceneggiatura, miglior attore e miglior attrice, conferiti rispettivamente a Dayan e Zurer. Inoltre Maron e Zack sono state candidate come migliori attrici.
La seconda stagione della serie è stata candidata per la migliore serie drammatica, insieme ad altre sette candidature. Dayan ha vinto nuovamente il premio come miglior attore, e sia Levi che Zack hanno vinto il premio come miglior attrice. Anche la seconda stagione ha vinto il premio per la migliore sceneggiatura.

## Adattamenti esteri

### Stati Uniti
Un adattamento statunitense intitolato In Treatment è stato trasmesso dal 2008 al 2010 sul canale via cavo HBO, per tre stagioni. Gli interpreti principali sono Gabriel Byrne nel ruolo di Paul Weston, l'equivalente del Reuven Dagan israeliano, e Dianne Wiest nel ruolo di Gina, psicoterapeuta di Paul. Hagai Levi, co-ideatore della serie originale, è uno dei produttori esecutivi della versione statunitense.

### Europa centrale
Nell'aprile del 2009, HBO Central Europe ha acquistato i diritti sul format di BeTipul dal Dori Media Group. È stato annunciato che HBO avrebbe prodotto e trasmesso degli adattamenti locali della serie in Polonia, Ungheria, Repubblica Ceca, Slovacchia, Romania e Moldavia, e che Hagai Levi sarebbe stato il produttore esecutivo. L'adattamento rumeno è stato il primo ad essere prodotto. Intitolato În derivă, è stato trasmesso dal 6 dicembre 2009 su HBO, e ha come attore protagonista Marcel Iureș.

### Serbia
L'adattamento serbo, intitolato Na terapiji, è trasmesso dal 19 ottobre 2009 dal canale Fox Televizija. L'attore protagonista è Miki Manojlović, nel ruolo del dottor Ljubomir. Inoltre il cast include: Snežana Bogdanović, Sergej Trifunović, Nenad Jezdić, Tamara Vučković, Nataša Janjić e Dragana Dabović, nel ruolo dei pazienti, e Branka Cvitković come terapista di Ljubomir.

### Paesi Bassi
L'adattamento olandese della serie è intitolato In therapie e viene trasmesso dal 26 luglio 2010. Il regista è Alain de Levita e il protagonista è interpretato da Jacob Derwig. Gli altri personaggi sono interpretati da Carice van Houten, Elsie de Brauw, Halina Reijn, Dragan Bakema, Gaite Jansen, Frederik Brom e Kim van Kooten.

### Italia
Il 1º aprile 2013 debutta su Sky Cinema una versione italiana della serie, con protagonista Sergio Castellitto.